# Fedettcsőrűfélék
A fedettcsőrűfélék vagy tapakúló-félék (Rhinocryptidae) a madarak osztályának verébalakúak (Passeriformes) rendjébe tartozó család.

## Előfordulásuk
Közép- és Dél-Amerikában honosak. A természetes élőhelyeik a trópusi és szubtrópusi erdők, bokrosok, félszáraz cserjések, sziklás helyek vagy zsombékos mocsarak.

## Megjelenésük
Kis- és közepes méretű szárazföldi madarak, rövid, nagyjából kerek szárnyak, a nagy láb, a legtöbb rövid farok, tollazata szürkés-barna vagy vörös-barna, szürke, feketés és fehér.

## Rendszerezésük
A családot Alexander Wetmore írta le 1930-ban, az alábbi nemek tartoznak ide:
- Scelorchilus – 2 faj
- Pteroptochos – 3 faj
- Liosceles – 1 faj
- Psilorhamphus – 1 faj
- Acropternis – 1 faj
- Rhinocrypta – 1 faj
- Teledromas – 1 faj
- Eleoscytalopus – 2 faj
- Merulaxis – 2 faj
- Myornis – 1 faj
- Eugralla – 1 faj
- Scytalopus – 39 faj